# 신태훈
신태훈(1994년 3월 22일~)은 대한민국의 배우이자 모델이다. 2000년에 키즈 모델로 일단 처음 데뷔하였고, 이듬해 2001년 TV 드라마에 첫 출연하였다.

## 학력
- 서울홍제초등학교 (졸업)
- 홍은중학교 (졸업)
- 서일정보산업고등학교[3] 상업정보학과 (졸업)

## 출연 작품

### 연기 활동

#### 영화
- 2003년 《봄날의 곰을 좋아하세요?》 ... 홍은남(일명 나뭇꾼) 역
- 2004년 《늑대의 유혹》 ... 초등학교 3학년 10세 당시의 어린 정태성[4] 역
- 2005년 《미스터 소크라테스》 ... 초등학교 4학년 11세 당시의 어린 구동혁[5] 역
- 2005년 《마이티 맨》 ... 태민석 역
- 2006년 《베케이션》 ... 1999년 4월, 초등학교 4학년 11세 당시의 어린 조유천[6] 역(카메오 단역)
- 2010년 《카페 느와르》 ... 고남걸[7] 역

#### 텔레비전 드라마
- 2001년 KBS2 미니시리즈 《비단향꽃무》 ... 이하늘 역
- 2001년 KBS2 주말연속극 《아버지처럼 살기 싫었어》 ... 초등학교 1학년 8세 당시의 오삼득[8] 역
- 2002년 SBS 주말연속극 《유리구두》 ... 초등학교 1학년 8세 당시의 어린 윤서준[9] 역
- 2002년 KBS2 단막극 《드라마시티 - 황금 물고기》 ... 초등학교 2학년 9세 당시의 어린 강은용[10] 역
- 2002년 KBS2 미니시리즈 《러빙 유》 ... 이태웅[11] 역
- 2003년 KBS2 주말연속극 《저 푸른 초원 위에》 ... 이태양 역
- 2003년 MBC 청춘시트콤 《논 스톱 시즌 3기》 ... 초등학교 2학년 9세 당시의 어린 시절 여욱환[12] 역
- 2006년 MBC 일일시트콤 《거침없이 하이킥》 ... 1988년 11월녘의 초등학생 5학년 당시 12세 어린 시절 이민용[13] 역
- 2007년 SBS 대하드라마 《왕과 나》 ... 어린 시절 당시의 홍귀남[14] 역
- 2009년 MBC 대하드라마 《선덕여왕》 ... 어린 시절 당시의 시열[15] 역